# Ana Rodriguez
Ana María Rodriguez, mais conhecida como Ana Rodriguez ou somente Ana (Havana, 22 de fevereiro de 1974) é uma cantora cubana.

## Biografia
Ana mudou-se com sua família para Miami, na Flórida, em 1979. Em 1984, assinou contrato com a Ana Parc Registros quando tinha 10 anos de idade.
Primeiro álbum autointitulado de Rodríguez foi lançado em 1987, One More Night foi sucesso da telenovela Sassaricando, enquanto ela não foi um sucesso nos EUA, ela fez alcançar o sucesso no Japão. "Shy Boys" foi o primeiro single retirado do álbum. Com a ajuda do New Kids on the Block produtor Maurice Starr, Rodríguez registrado sob o nome de Ana para a Epic / Parc Records, uma CBS Records subsidiária. Essa produção tornou-se seu segundo lançamento EUA, com a maioria das músicas produzidas por Starr e inclui o dueto "Angel of Love" com cantor Jordan Knight. Debbie Gibson também contribuiu em canções para o álbum, incluindo "Everytime We Say Goodbye".
Depois de anos de ausência, Rodríguez ressurgiu com o nome de Mía e lançou um álbum linguagem totalmente espanhol intitulado "Tentación" na Univision Records em setembro de 2003.

## Discografia
- 1987 Ana (Shy Boys)[2]
- 1990 Body Language[3]
- 2003 Tentación (como Mía)[4]

## Singles
- 1987 Shy Boys
- 1987 One More Night [5]
- 1990 Angel Of Love (participação de Jordan Knight)
- 1990 Everytime We Say Goodbye